# Rinky Hijikata
Rinky Hijikata (født 23. februar 2001 i Sydney, Australien) er en professionel tennisspiller fra Australien.